# 마쓰다이라 노부미치 (1817년)
마쓰다이라 노부미치(일본어: 松平信宝, 1817년 7월 3일 ~ 1872년 4월 14일)는 일본 에도 시대의 다이묘로, 가미노야마번의 8대 번주이다. 7대 번주 마쓰다이라 노부유키의 맏아들이며, 관위는 종5위하, 야마시로노카미, 중무소보(中務少輔)이다.
덴포 2년(1831년) 10월 9일, 아버지 노부유키가 은거함에 따라 가문을 계승하였고, 그해 12월 종5위하에 서임되었다. 바깥 사쿠라다 문 당직, 와다쿠라 문 당직, 오사카 가반 등으로 근무하였고, 번 통치에 있어서는 덴포 대기근으로 고통받는 영지 내 백성들을 구제하고 민정에 힘썼다. 분큐 2년(1862년) 4월 6일, 맏아들 노부쓰네에게 번주직을 물려주고 은거하였다. 메이지 5년(1872년) 3월 7일에 56세로 사망하였다.
| 전임 마쓰다이라 노부유키 | 제8대 가미노야마번 번주 (후지이 마쓰다이라 가문) 1831년 ~ 1862년 | 후임 마쓰다이라 노부쓰네 |